# Christina Krzyrosiak Hansen
Christina Krzyrosiak Hansen (født 24. november 1992 i Holbæk) er en dansk socialdemokratisk lokalpolitiker i Holbæk Kommune.
Siden kommunalvalget 2013 har hun siddet i Holbæks kommunalbestyrelse, og efter valget i 2017 blev hun Danmarks yngste borgmester nogensinde. Hun har en bachelorgrad i sociologi fra Københavns Universitet.

## Privat
Privat er hun forlovet med SF-folketingsmedlem Jacob Mark.

## Politisk karriere
Christina Krzyrosiak Hansen blev medlem af Danmarks Socialdemokratiske Ungdom (DSU) og Socialdemokratiet i august 2010.
Samme år blev hun næstformand for DSU i Holbæk.
I februar 2011 blev hun valgt til Region Sjællands forretningsudvalg og valgt til suppleant for DSU's hovedbestyrelse.
Måneden efter valgte partiforeningen i Holbæk hende ind i bestyrelsen.
Hun blev formand for DSU Holbæk i maj 2012.
Til Folketingsvalget 2011 var Christina Hansen involveret som medansvarlig for Kaare Dybvads valgkamp. Hun blev valgt til Ny-Dansk Ungdomsråd i april 2013, men rådsmedlemskabet varede kun kort, da rådet nedlagde sig selv samme måned.
Hansen har været medlem af bestyrelsen i KL (Kommunernes Landsforening) fra 2022.

### Kommunalbestyrelsen i Holbæk

#### 2013 – 2017
Ved kommunalvalget 2013 modtog Hansen 582 personlige stemmer, hvilket var fjerdeflest blandt kommunens socialdemokratiske kandidater. Hun kom dermed ind som byrådsmedlem og blev der medlem af Økonomiudvalget, Udvalget "Uddannelse og Job", Projektudvalget for Lokal Udvikling og Kommunekontaktrådet (KKR).
I 2014 var Christina Krzyrosiak Hansen medforfatter på Kaare Dybvads kronik i Berlingske med kritik af Socialdemokratiets top, hvor kronikkens forfattere blandt andet skrev at de var "grundlæggende skeptiske over for regeringens mål om konkurrencestat, udlicitering og McKinsey-rapporter."
Hun blev valgt som borgmesterkandidat med 58 procent af stemmerne i marts 2016 af Holbæks socialdemokrater, da hun blot var 23 år. En måned efter valget som socialdemokraternes politiske leder stod hun over for en større beslutning om investering af over 300 millioner kroner på opførelsen af Holbæk Sportsby, et projekt der splittede byrådet. I foråret 2017 kritiserede Holbæks tidligere socialdemokratiske borgmesterkandidat Sine Agerholm sine socialdemokratiske byrådskollegers beslutning angående Holbæk Sportsby.

#### Borgmester (2018 –)
Ved kommunalvalget 2017 modtog Hansen 5.499 personlige stemmer (13,4 %), næsten dobbelt så mange som Venstres siddende borgmester Søren Kjærsgaard (2.771 stemmer).
Efter forhandling med Socialistisk Folkeparti, Dansk Folkeparti og Enhedslisten indgik hun en konstitueringsaftale dagen efter valget, hvor hun ville blive borgmester og Dansk Folkepartis John Harpøth viceborgmester. Gruppen af partier ville søge en politisk aftale med andre partier. Det blev bemærket i flere nationale medier at hun blot var 24 år ved aftalens indgåelse. Med fødselsdag den 24. november fyldte hun dog 25 år før hun blev borgmester. Trods dette slog hun Michael Aastrup Jensens danmarksrekord som yngste borgmester; en rekord der havde stået siden Kommunalvalget 2001 i Randers. Hendes største udfordring var kommunens anstrengte økonomi.
Ved kommunalvalget 2021 modtog Christina Krzyrosiak Hansen 18.590 personlige stemmer.
Det svarede til 46 procent af de afgivne stemmer, eller 47,69 procent af de gyldige stemmer og var den højeste andel af personlige stemmer til en kandidat i alle kommuner ved valget. Årsagerne til vælgerfremgangen vurderes bl.a at være den forbedrede økonomi der blev hjulpet af 94 mio kr/år fra Udligningsreformen, ny skolestruktur hvor Holbæk blev forsøgskommune, og god kommunikation. 

## Priser
Christina Krzyrosiak Hansen fik i 2019 ved Folkemødet årets dialogpris.